# Radeče (przystanek kolejowy)
Radeče – przystanek kolejowy w miejscowości Radeče, w regionie Dolna Kraina, w Słowenii. Obecny przystanek uzyskał swój wygląd w roku 2010, w wyniku modernizacji linii. Składa się z on z dwóch peronów wyposażonych w wiaty. Perony połączone są za pomocą przejścia podziemnego.
Przystanek jest zarządzany przez SŽ-Infrastruktura.

## Linie kolejowe
- Dobova – Lublana